# Hermann von Vechtelde
Hermann von Vechtelde, auch von Vechtel (* 1523 in Braunschweig; † 22. Dezember 1572 in Lübeck), war ein deutscher Rechtsgelehrter und später zunächst Syndicus, dann Bürgermeister der Hansestadt Lübeck.

## Leben

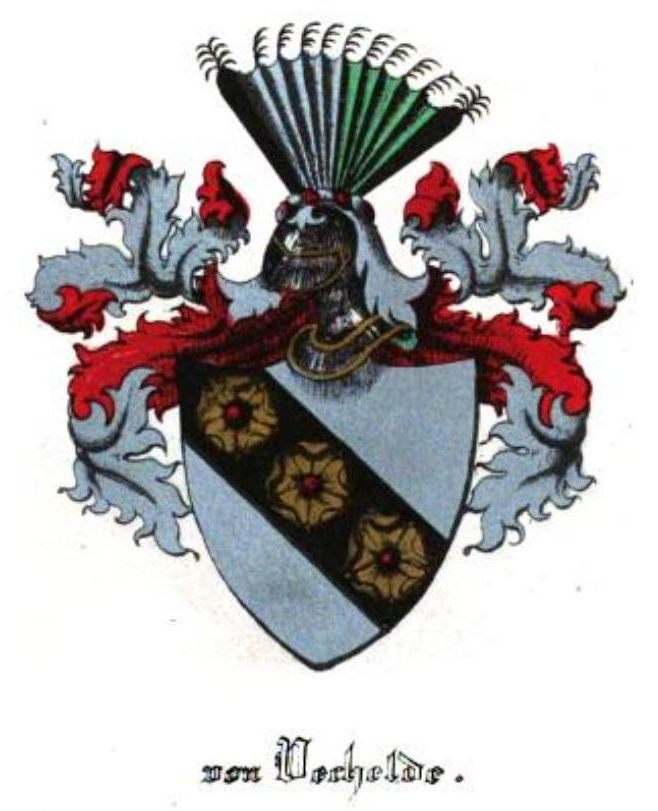
Wappen derer von Vechelde

Vechtelde war der Sohn des Braunschweiger Kaufmanns Tile von Vechelde und dessen ersten Frau Remborg geb. von Damm († 1536). Er studierte ab 1541 an der Universität Wittenberg Rechtswissenschaften und wurde zum Dr. jur. promoviert. Er war zunächst kaiserlicher Kammerassessor und Professor der Rechte an der Universität Königsberg. Von 1556 bis 1559 vertrat er das Erzstift Magdeburg und die ernestinischen Herzogtümer beim Obersächsischen Reichskreis. 1559 wurde er Syndikus des Rates in Lübeck. 1571 wurde er direkt zum Bürgermeister der Stadt erwählt. Er war seit 1560 verheiratet mit Engel Carstens aus Lübeck und wohnte ab 1567 in der Königstraße 39. Seine Ehe blieb kinderlos.
Seine Schwester Elisabeth von Vechelde, die im Jahr 1583 starb, war verheiratet mit Bernt von Broitzem (1512–1561), 1552–1559 Bürgermeister der Braunschweiger Neustadt.

Er starb in einer Sitzung des Rates an einem Schlaganfall. Eine in Alabaster geschnittene Gedenkplatte mit einer lateinischen Inschrift, verfasst von David Chyträus, aus seinem 1800 wegen Baufälligkeit abgebrochenen Epitaph befindet sich an der Nordwand der Marientidenkapelle der Marienkirche. Fehling zitiert aus zeitgenössischer Quelle: 

„En veler spraken beredter, wiser, verständiger man.“

Sein Porträt in der Bürgermeistergalerie des Lübecker Rathauses trägt den Spruch 

„Hermann A. Vechtel V.P.D. Amor. Cos. obiit. Anno 1572.“

Nachruf
- Memoriae … D. Hermanni A Vechtelde …. [Trauergedichte auf Hermann von Vechtelde, Dr. jur., Bürgermeister von Lübeck, † 22. Dez. 1572]. Lucius, Rostock 1574, OCLC 257899233.